# Novastar
Novastar est un groupe de musique belge.  C'est avant tout le projet de Joost Zweegers (Sittard, 1-4-1971) qui selon les albums et les tournées s'entoure de différents musiciens.

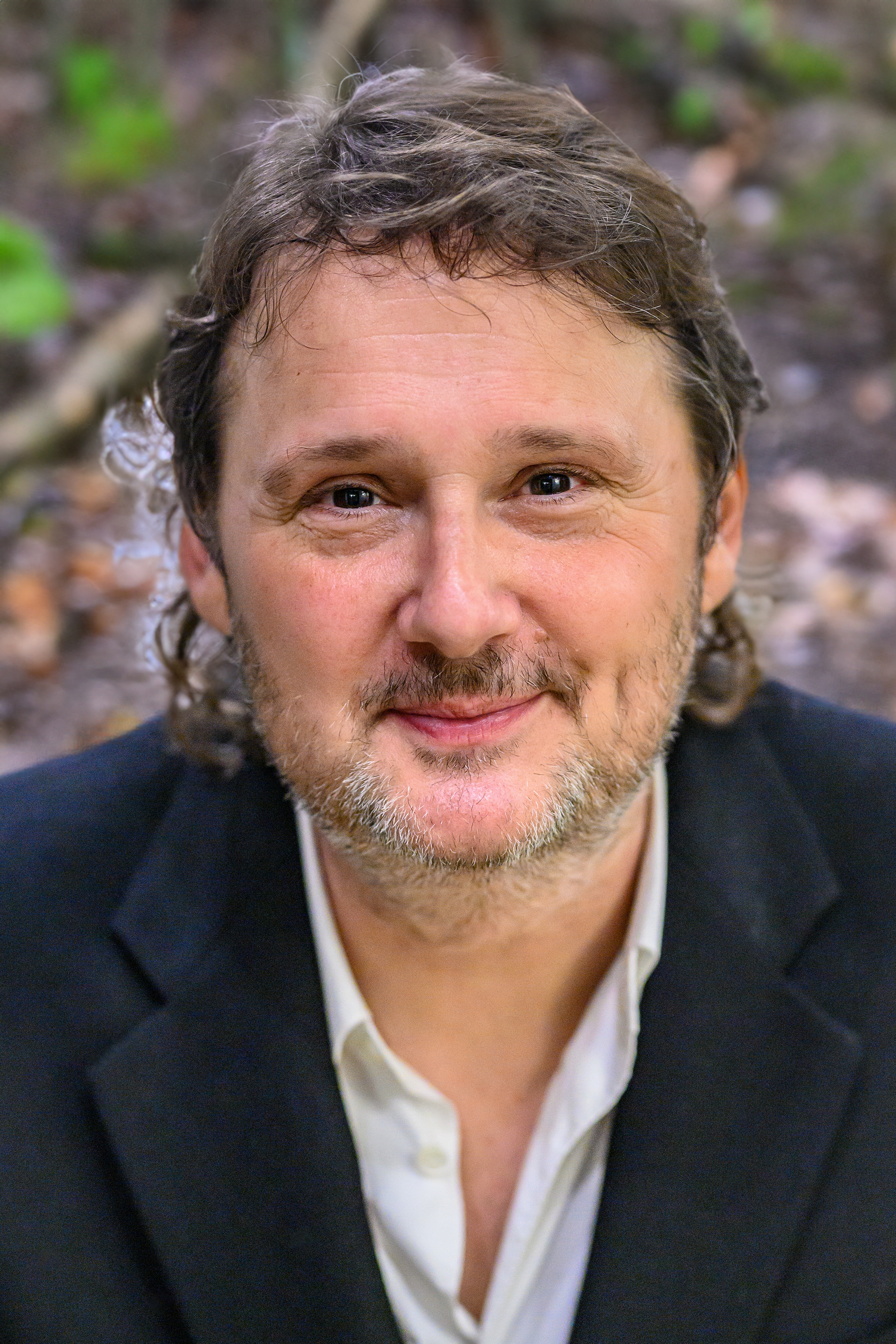
Joost Zweegers en 2023

Vainqueur en 1996 du Humo Rock Rally (concours musical d'un grand magazine flamand), Novastar a sorti quatre albums à ce jour. Le deuxième, Another lonely soul, a été composé avec Piet Goddaer, la voix du groupe belge Ozark Henry.
Récemment[Quand ?], le célèbre DJ néerlandais Ferry Corsten déclare avoir été impressionné par la chanson Because et a pris contact avec Novastar pour en faire un remix.
Ce remix a été accueilli avec enthousiasme par les plus grands DJ Trance du monde tel que Tiësto, Armin van Buuren, Above and Beyond, Sander van Doorn, Gareth Emery, Lange, Andy Moor, Cosmic Gate, Super8 & Tab, Marco V et beaucoup d'autres.[réf. souhaitée]

## Discographie
- Novastar (2000)
- Another Lonely Soul (2004)
- Almost Bangor (2008)
- Inside Outside (2014)
- In the Cold Light of Monday (2018)
- Holler and Shout (2021)
- The best is  yet to come (2024)